# Axelle Laffont
Pour les articles homonymes, voir Laffont.
Axelle Laffont, née le 24 juillet 1970 à Marseille, est une actrice, humoriste, scénariste et réalisatrice française.

## Biographie
Elle est la petite-fille de l'éditeur Robert Laffont et la fille de Patrice Laffont, animateur de télévision et de Catherine Laporte. Elle est aussi la belle-fille d'Édouard Molinaro qui a épousé sa mère en 1982. Elle fait ses études au lycée Jean-Baptiste-Say où elle passe le bac en 1989.

### Carrière

#### Miss Météo etOne-Woman Show(1996-2005)
Axelle Laffont participe à La Matinale d'Arthur de 1996 à 1999, mais elle s'est fait connaître en intervenant dans La Grosse Émission sur Comédie ! de 1999 à 2000, puis en présentant lors de la saison 2000-2001 de l'émission Nulle part ailleurs sur Canal+ la rubrique Pas la Météo, une météo très spéciale et décalée, à base de sketches et de déguisements burlesques.
Elle apparaît ensuite dans des séries comiques comme Un gars, une fille, Caméra Café, H (saison 1, épisode 12 : Un Flacon rouge) et Kaamelott (livre 3, épisode 5 : Sefriane d'Aquitaine).
Elle se produit également sur scène : de 2002 à 2005, elle fait un one-woman-show La Folie du spectacle qu'elle coécrit avec Serge Hazanavicius et Maurice Barthélemy des Robins des bois, lesquels mettent en scène le spectacle.

#### Tentatives de diversification (2007-2015)
En 2007, elle tente de revenir vers la télévision : elle coécrit et coproduit le téléfilm romantique Mariage surprise avec Arnaud Lemort et Serge Hazanavicius. Elle en partage aussi l'affiche avec ce dernier. Et de septembre 2007 à janvier 2008, elle intervient régulièrement dans l'émission On n'est pas couché animée par Laurent Ruquier le samedi soir sur France 2. Elle quitte l'émission avant même la fin de la saison.
En 2009, elle lance une série de BD en tant que scénariste, Marny. Elle y raconte les aventures d'une adolescente de 15 ans. Mais ce tome 1 (Ma belle-Mère, qu'elle se casse !), restera sans suite.
En février 2010, elle sort son premier album, exclusivement en ligne, Axelle Laffont in Translation, qui reprend des standards américains traduits en français.
Elle intervient également dans l'émission de France Inter Le Fou du roi.
Après ces échecs[pourquoi ?], elle se concentre sur la comédie.
En 2012, elle joue dans la pièce Fume cette cigarette au théâtre des Mathurins, une comédie de couple dont elle partage l'affiche avec Vincent Desagnat. La même année, elle revient à la télévision le temps d'une apparition dans la série télévisée policière de TF1, Profilage.
En 2014, elle tourne deux épisodes pilotes pour un programme court, Les SMS d'Axelle : le premier avec la participation de son propre père, le second avec Jonathan Cohen et Anne Marivin. Malgré tout, le projet n'est pas commandé. Elle rend ces deux tentatives disponibles en ligne en janvier 2015.
En septembre 2015, elle revient au one-woman show avec HyperSensible, mis en scène par Charles Templon. La même année, elle fait une apparition dans la série comique de Arte, Au service de la France.

#### Retour sur Canal + et première réalisation (depuis 2016)
En septembre 2016, elle fait son retour sur Canal + avec un programme court intitulé Addict et diffusé dans Le Grand Journal. Elle joue, mais aussi produit et coréalise cette pastille humoristique avec son frère, Fabrice Laffont. Cette fiction, qui met en scène une version fictive de l'actrice, accro aux nouvelles technologies, est une refonte du projet Les SMS d'Axelle. La série disparait cependant discrètement avec l'arrêt définitif du Grand Journal. La même année, elle joue dans un épisode de la série médicale de France 2, Nina.
En 2018, elle dévoile son premier film en tant que réalisatrice, MILF, dans lequel elle joue l'un des trois rôles principaux aux côtés de Virginie Ledoyen et Marie-Josée Croze. Cette comédie raconte les aventures romantiques de trois quadragénaires le temps d'un été. C'est un nouvel échec dans la carrière de l'artiste : le film est un échec critique et commercial, en étant retiré de l'affiche au bout de deux semaines.

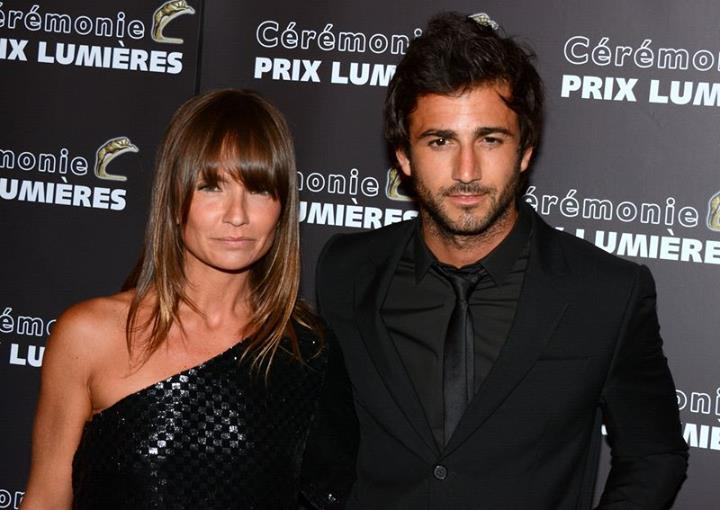
La comédienne avec Cyril Paglino à la cérémonie des Lumières 2014.

### Vie privée
Axelle Laffont a partagé la vie de l'acteur français Serge Hazanavicius, jusqu'en septembre 2009, ils ont une fille prénommée Mitty, née le 4 janvier 2006.
De 2013 à 2015, elle est en couple avec Cyril Paglino, un ex-candidat de l'émission de télé-réalité Secret Story.
Depuis février 2021, elle vit avec Romain Sichez.

## Filmographie
Sauf indication contraire, les informations mentionnées dans cette section peuvent être confirmées par les bases de données cinématographiques IMDb et Allociné,  présentes dans la section « Liens externes ».

### Actrice

#### Cinéma
- 1996 : Beaumarchais, l'insolent d'Édouard Molinaro : Mariette Lejay
- 1998 : Jeanne et le Garçon formidable d'Olivier Ducastel et Jacques Martineau : Hélène
- 1999 : Les Petits souliers d'Éric Toledano et Olivier Nakache (court métrage) : l'assistante
- 2002 : Le Raid de Djamel Bensalah : Nathalie
- 2002 : 3 zéros de Fabien Onteniente : Nath
- 2003 : Une affaire qui roule d'Eric Veniard : Noisette
- 2003 : Pôv'fille de Jean-Luc Baraton et Patrick Maurin : Esther
- 2005 : Le Manie-tout de Georges Le Piouffle : la maman
- 2005 : Cavalcade de Steve Suissa : Loranska
- 2005 : 40 milligrammes d'amour par jour de Charles Meurisse (court métrage) : Karine
- 2007 : Je déteste les enfants des autres d'Anne Fassio : Pénélope
- 2007 : Un château en Espagne d'Isabelle Doval : l'animatrice TV
- 2012 : Paulette de Jérôme Enrico : Agnès
- 2017 : Daddy Cool de Maxime Govare : Noémie
- 2018 : MILF d'Axelle Laffont : Elise

#### Télévision
- 1997 : Navarro (série télévisée), saison 9, épisode 1 Une Femme À L'Index de Patrick Jamain : Isabelle Chevalier
- 1998 : H (série télévisée), saison 1, épisode 1 : la copine de Sabri
- 1999 : H (série télévisée), saison 1, épisode 12 : la journaliste
- 2001 : Caméra Café (1 épisode)
- 2001 : La Cape et l'Épée (une fée, dernier épisode)
- 2005 : Kaamelott (livre III, épisode 5) : Séfriane, la nièce du duc d'aquitaine
- 2005 : On ne prête qu'aux riches d'Arnaud Sélignac : Claudie
- 2007 : Mariage surprise (téléfilm) d'Arnaud Sélignac : Lily
- 2011 : Illegal Love (documentaire) de Julie Gali (Voix)
- 2012 : Profilage (série télévisée), saison 3, épisode 5 Grande sœur : Caroline Despond
- 2015 : Au service de la France (série télévisée), épisode Plume invisible d'Alexandre Courtès : la coiffeuse
- 2016 : Nina (série télévisée), saison 2, épisode 7 : Christiana
- 2016-2017 : Addict (programme court diffusé dans l'émission Le Grand Journal)
- 2021 : La Faute à Rousseau (série télévisée), épisode Emma et le Devoir d'Adeline Darraux et Octave Raspail : Virginie

### Scénariste
- 2007 : Mariage surprise (téléfilm) d'Arnaud Sélignac
- 2016-2017 : Addict (programme court diffusé dans l'émission Le Grand Journal)
- 2018 : MILF d'elle-même

### Réalisatrice
- 2016-2017 : Addict (programme court diffusé dans l'émission Le Grand Journal)
- 2018 : MILF
- 2020-2023 : Un si grand soleil (90 épisodes)
- 2021 : Les Invisibles (3 épisodes)

## Théâtre
Sauf indication contraire ou complémentaire, les informations mentionnées dans cette section peuvent être confirmées par la base de données Les Archives du spectacle.

### Comédienne
- 2005 : La Folie du spectacle (seul en scène) d'elle-même, Serge Hazanavicius et Maurice Barthélémy, mise en scène de Serge Hazanavicius et Maurice Barthélemy[3]
- 2011 : Fume cette cigarette de Emmanuel Robert-Espalieu, avec Vincent Desagnat mise en scène d'Édouard Molinaro, Théâtre des Mathurins
- 2015 : Un cadeau hors du temps de Luciano Nottino, mise en scène de Gérard Gélas, Théâtre du Chêne noir[réf. nécessaire]
- 2015 : Hypersensible d'elle-même, mise en scène de Charles Templon, Théâtre Saint Martin

### Autrice
- 2005 : La Folie du spectacle (seul en scène) - coautrice avec Serge Hazanavicius et Maurice Barthélémy[3]
- 2015 : Hypersensible